# Afromevesia fuscitarsis
Afromevesia fuscitarsis là một loài tò vò trong họ Ichneumonidae.